# Kinh tế tuần hoàn
Kinh tế tuần hoàn (tiếng Anh: circular economy) là một mô hình kinh tế trong đó các hoạt động thiết kế, sản xuất và dịch vụ đặt ra mục tiêu kéo dài tuổi thọ của vật chất, và loại bỏ tác động tiêu cực đến môi trường. Các hệ thống tuần hoàn áp dụng các quy trình tái sử dụng (reuse) thông qua chia sẻ (sharing), sửa chữa (repair), tân trang (refurbishment), tái sản xuất (remanufacturing) và tái chế (recycling) nhằm tạo ra các vòng lặp kín (close-loops) cho tài nguyên sử dụng trong hệ thống kinh tế nhằm giảm đến mức tối thiểu số lượng tài nguyên sử dụng đầu vào và số lượng phế thải tạo ra, cũng như mức độ ô nhiễm môi trường và khí thải. Mục đích của kinh tế tuần hoàn là nhằm kéo dài thời gian sử dụng các sản phẩm, trang bị và cơ sở hạ tầng nhằm tăng năng suất của các tài nguyên này. Tất cả các "phế thải" của một quy trình sản xuất tiêu dùng đều nên được xem như nguyên vật liệu của các quy trình sản xuất tiêu dùng khác, bất kể đó là sản phẩm phụ hay tài nguyên được thu hồi từ một quy trình công nghiệp khác hay tài nguyên được tái sinh cho môi trường tự nhiên (ví dụ như thông qua quá trình ủ phân chất thải hữu cơ). Cách tiếp cận này là tương phản với mô hình mô hình kinh tế tuyến tính (tiếng Anh: linear economy) đang được phổ biến rộng rãi. Trong mô hình kinh tế tuyến tính, các tài nguyên chỉ di chuyển theo một chiều, từ khai thác tài nguyên, sản xuất, đến vất bỏ sau tiêu thụ, dẫn đến việc lãng phí tài nguyên và tạo ra một lượng phế thải khổng lồ.
Những người đề xuất khái niệm kinh tế tuần hoàn cho rằng xây dựng thế giới bền vững không có nghĩa là phải giảm chất lượng cuộc sống của người tiêu dùng và sự phát triển bền vững có thể đạt được mà không làm phát sinh thua lỗ hay chi phí phụ cho các nhà sản xuất, với lập luận rằng các mô hình kinh doanh tuần hoàn có thể mang lại lợi nhuận như các mô hình tuyến tính, đồng thời vẫn cho phép người tiêu dùng sử dụng các sản phẩm và dịch vụ tương tự.

## Tính bền vững
So với kinh tế tuyến tính, kinh tế tuần hoàn giúp giảm số lượng tài nguyên cần sử dụng và số lượng phế thải tạo ra, góp phần bảo tồn nguồn tài nguyên và làm giảm các tác động ô nhiễm đến môi trường. Tuy nhiên, một vài giả thuyết sử dụng trong mô hình kinh tế tuần hoàn có thể quá đơn giản và không thực tế, các mô hình định nghĩa đã bỏ qua sự phức tạp của hệ thống kinh tế đang tồn tại và những đánh đổi của mô hình kinh tế mới. Điển hình là các khía cạnh xã hội của tính bền vững dường như chỉ được đề cập thoáng qua trong nhiều ấn phẩm nghiên cứu về kinh tế tuần hoàn. Nhiều trường hợp sẽ đòi hỏi cần có thêm các chiến lược phụ thêm như mua sắm thêm các thiết bị mới và tiêu thụ năng lượng hiệu quả hơn. Bằng cách xem xét có hệ thống các nghiên cứu đã được thực hiện, một nhóm các nhà nghiên cứu của trường đại học Cambridge và TU Delft đã cho thấy rằng có ít nhất tám loại liên hệ giữa tính bền vững và kinh tế tuần hoàn. Thêm vào đó, cũng cần phải chú trọng đến khía cạnh nguyên cứu đổi mới ở trong tâm của sự phát triển bền vững dựa trên các yếu tố của kinh tế tuần hoàn.

### Phạm vi áp dụng
Kinh tế tuần hoàn có thể được áp dụng trong phạm vi rộng. Các kết quả của các công trình nghiên cứu cho thấy các nhà nguyên cứu đã tập trung vào nhiều lĩnh vực khác nhau, từ các ứng dụng nghiệp hướng-sản-phẩm hay dịch vụ, các chính sách để hiểu hơn về những hạn chế mà kinh tế tuần hoàn sẽ gặp phải, các quản lý chiến lược cho các chi tiết của kinh tế tuần hoàn và các tác động khác nhau như khả năng tái sự dụng và quản lý chất thải.